# Aéroport international Agostinho-Neto
Ne doit pas être confondu avec l'aérodrome Agostinho-Neto au Cap-Vert
L’aéroport international Agostinho-Neto (code IATA : PNR • code OACI : FCPP) dessert la ville de Pointe-Noire, en République du Congo. Les principales destinations au départ de cet aéroport sont Brazzaville, Libreville, Paris et Douala. En raison de l'irrégularité des transports routiers et ferroviaires entre la capitale politique du Congo et la capitale économique (Pointe-Noire), la liaison aérienne présente un intérêt économique majeur, et vital dans les périodes de crise ; à la fin des années 1990 et au début des années 2000, l'activité du chemin de fer Congo-Océan étant interrompue à la suite de la guerre civile, Brazzaville était pour une grande partie alimentée par un pont aérien avec Pointe-Noire.
Un nouveau terminal a été inauguré en 2015 par le Président Denis Sassou-Nguesso, et la piste a été entièrement refaite en 2016.
L'aéroport a été nommé en l'honneur de Agostinho Neto, Président de la République populaire d'Angola de 1975 à 1979.

## Situation
| Impfondo Brazzaville Ouésso Pointe-Noire Owando Ollombo |

## Statistiques
Pour des raisons techniques, il est temporairement impossible d'afficher le graphique qui aurait dû être présenté ici.

Voir la requête brute et les sources sur Wikidata.

## Compagnies aériennes et destinations

### Passagers
| Compagnies             | Destinations                                                  |
| ---------------------- | ------------------------------------------------------------- |
| Afrijet                | Libreville-Léon Mba                                           |
| Air Côte d'Ivoire      | Abidjan-F.-H.-Boigny, Libreville-Léon Mba                     |
| Air France             | Luanda-Quatro de Fevereiro, Paris-Charles de Gaulle           |
| ASKY Airlines          | Kinshasa-N'djili, Lomé-G. Eyadéma, Luanda-Quatro de Fevereiro |
| Canadian Airways Congo | Brazzaville                                                   |
| CEIBA Intercontinental | Libreville-Léon Mba, Malabo                                   |
| Equaflight             | Port-Gentil                                                   |
| Ethiopian Airlines     | Addis-Abeba Bole                                              |
| Mauritania Airlines    | Bamako-M. Keïta, Brazzaville, Cotonou, Nouakchott-Oumtounsy   |
| TAAG Angola Airlines   | Luanda-Quatro de Fevereiro                                    |
| Trans Air Congo        | Brazzaville, Cotonou, Douala, Libreville-Léon Mba             |
| Turkish Airlines       | Istanbul, Libreville-Léon Mba                                 |

Édité le 16/02/2018  Actualité le 20/10/2023

### Cargo
| Compagnies               | Destinations                   |
| ------------------------ | ------------------------------ |
| Air France Cargo         | Paris-Charles-de-Gaulle        |
| Avient Aviation          | Liège, Charjah                 |
| Ethiopian Airlines Cargo | Addis-Abeba, Liège, Luxembourg |
| Sky Gabon                | Libreville                     |